# ريتشارد إدوين هيلز
ريتشارد إدوين هيلز (بالإنجليزية: Richard Edwin Hills )‏ (و. 1945 – م) هو عالم فلك من المملكة المتحدة . ولد في إنجلترا .وهو عضواً في الجمعية الملكية .

## التعليم
تعلم في كلية كوينز (كامبريدج)

## جوائز
حصل على جوائز منها:
- وسام جاكسون وجويلت (1989).